# Märta Blomstedt

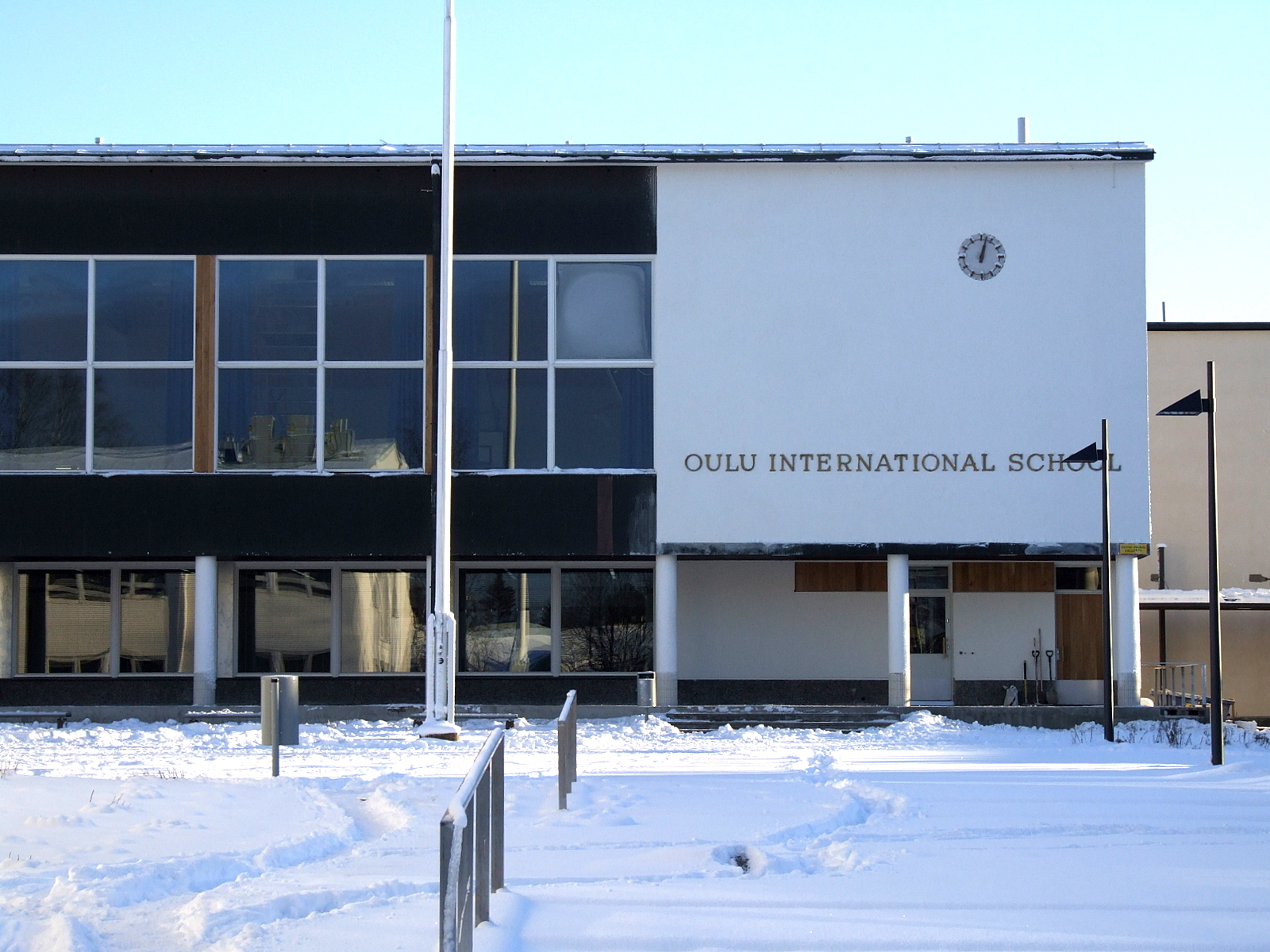
Internationella skolan i Uleåborg

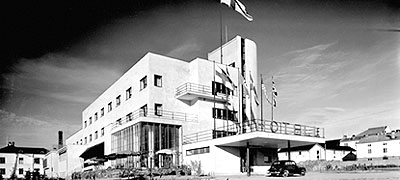
Hotell Pohjanhovi i Rovaniemi

Märta Elisabeth Adelaide Blomstedt, född von Willebrand 8 juni 1899 i Åbo, död 16 februari 1982 i Helsingfors, var en finländsk arkitekt. 
Märta Blomstedt var från 1924 gift med Pauli E. Blomstedt och fullbordade efter makens bortgång 1935 Hotell Pohjanhovi i Rovaniemi och Kannonkoski kyrka. Hon startade därefter en arkitektbyrå tillsammans med Matti Lampén som utförde ritningar till bland annat hotell Aulanko (1938) och posthuset (1952) i Tavastehus, Outokumpu Abp:s affärshus i Helsingfors, det så kallade Kopparhuset (1958) och Kemira Oy:s industrier i Björneborg (1960–1968).

## Bildgalleri

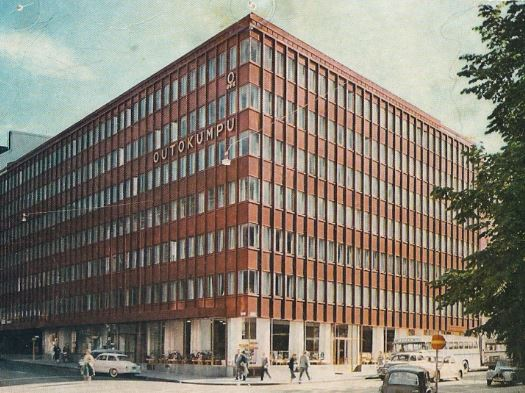
Kopparhuset, Outokumpus kontorshus i Helsingfors
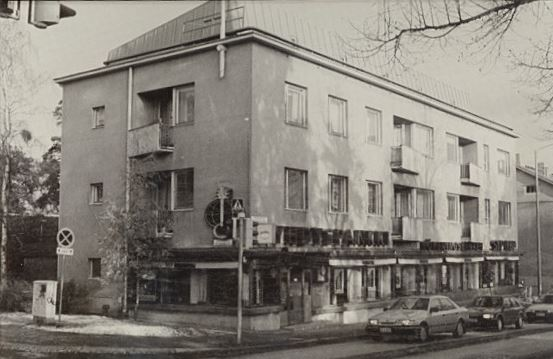
Kontors- och bostadshus, Sockenbackagatan19 i Helsingfors
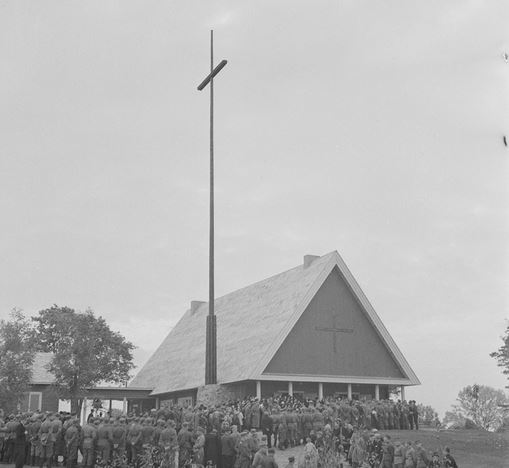
Kivinebbs kyrka